# Mölndals tingsrätt
Mölndals tingsrätt var en tingsrätt i Västra Götalands län. Domsagan omfattade vid upplösningen kommunerna Härryda, Kungälv, Mölndal och Partille. Tingsrätten och dess domsaga ingick i domkretsen för Hovrätten för Västra Sverige. Tingsrätten hade kansli utanför sitt eget område i Göteborg. År 2009 uppgick tingsrätten och domsagan i Göteborgs tingsrätt och domsaga.

## Administrativ historik
Vid tingsrättsreformen 1971 bildades denna tingsrätt i Göteborg från häradsrätten för Askims och Mölndals tingslag. Domkretsen bildades av detta tingslag samt delar ur Hisings, Sävedals och Kungälvs tingslag samt Lindome ur Fjäre och Viske tingslag samt Björketorp ur Borås domsagas tingslag. 1971 omfattade Mölndals tingsrätts domsaga kommunerna  Härryda, Mölndal och Askim. 
1974 tillfördes från Sävedals tingsrätts domsaga Partille kommun samtidigt som Askims kommun överfördes till Göteborgs tingsrätts domsaga.   
Till tingsrättens domsaga tillfördes 1 mars 2007 Kungälvs kommun från Stenungsunds domsaga. Tingsrätten mottog även hela Stenungsunds tingsrätts arkiv, med alla mål som var avgjorda innan den 4 december 2006.
19 oktober 2009 uppgick denna tingsrätt och domsaga i Göteborgs tingsrätt och domsaga.

## Lagmän
- 1971-1975: Carl-Ivar Lefwander
- 1975-1987: Ove Thulin
- 1987-1997: Anders Ligner
- 1997-2008: Bengt Björklund